# Báilalo mujer
«Báilalo mujer» es una canción interpretada por las cantantes chilenas Flor de Rap y Denise Rosenthal. Se lanzó el 22 de enero de 2021, bajo la distribución de la discográfica de La Oreja. El sencillo se publicó como adelanto del álbum Mariposa de Flor de Rap.

## Antecedentes y presentación
Previamente a su lanzamiento oficial, Flore de Rap y Rosenthal anuncian a mediados de enero el lanzamiento de una nueva colaboración. «Estoy tan feliz y agradecida por el resultado de este proyecto que ya quiero que todos lo escuchen», escribió Flor de Rap en sus redes sociales.
La canción se lanzó el 22 de enero de 2021, y se presentó por primera vez en vivo el 28 del mismo mes, en la presentación de Rosenthal en el Festival de Las Condes.

## Composición
Fue escrita por Ángela Lucero Areyte y Denise Rosenthal, bajo la producción de Utopiko, Siene Music y Mirko Polic. Musicalmente, abarca el género urbano y presenta fuertes influencias latinas y del reguetón. Líricamente representa la sororidad entre el género femenino y busca promover el movimiento feminista desde el lado artístico. «Este es mi primer reggaetón y siempre dije que si algún día incursionaba en este género iba a ser con alguien a quien admirara mucho, y el universo permitió hacerlo con una de las mujeres que más admiro en Chile» comentó Flor de Rap sobre la colaboración.

## Video musical
El video se estrenó el  jueves 22 de enero de 2021 en YouTube. Fue dirigido por la directora y fotógrafa Javiera Eyzaguirre.

## Créditos y personal

### Créditos musical
- Utopiko: producción
- Siene Music: producción
- Hitmakers: producción
- Lewis Somes: producción
- Mirko Polic: producción, mezcla y masterización
- Flor de Rap: composición
- Denise Rosenthal: composición

### Créditos de vídeo
- Estudio FE: Casa productora
- Javiera Eyzaguirre: directora
- Jorge Jofre Gaete: productor Ejecutivo
- Trinidad Herrera: jefe de producción
- Valentina Caiozzi: dirección de Arte
- Ana Albornoz: coreógrafa
- Rodo Roble: asistente coreográfico
- Ignacio Cisternas: asistente de producción
- Rebecca Rodríguez: asistente de vestuario
- Lydia Martín: asistente de makeup y pelo
- Jorge Jofre Gaete: jefe de posproducción
- Fabián Ibáñez: montaje y post
- Rosario González: creatividad

## Posicionamiento en listas
| Listas (2021)          | Mejor posición |
| ---------------------- | -------------- |
| Chile (Monitor Latino) | 5              |

## Historial de lanzamiento
| País   | Fecha               | Formato                     | Discográfica          | Ref   |
| ------ | ------------------- | --------------------------- | --------------------- | ----- |
| Varios | 22 de enero de 2021 | descarga digital, streaming | Universal Music Chile | [ 3 ] |